# Michał Zagórski
Michał Zagórski, (żył przełom XVIII – XIX wieku) – generał major wojsk koronnych. Generał w powstaniu kościuszkowskim.
Służył w wojskach obcych. Zdobył spore doświadczenie i do polskiego wojska wstąpił jako kadet w 1773 w 3 pułku straży przedniej, w 1775 awansował na chorążego, w 1776 na rotmistrza, w 1787 r. na majora i w 1789 r. na podpułkownika.
Walczył w wojnie polsko-rosyjskiej 1792 w składzie Dywizji gen. J. Zajączka. Po akcesie Stanisława Augusta do targowiczan pozostał za kordonem rosyjskim, ale na wieść o wybuchu insurekcji kościuszkowskiej 1794 formalnie wypowiedział posłuszeństwo gen. Michałowi Lubomirskiemu i na czele pułku przebił się z Podola na Lubelszczyznę. Awansowany przez Tadeusza Kościuszkę na pułkownika, a 3 września na generała majora. Był jednym z lepszych oficerów T. Kościuszki i dowódców powstania. Dowodził 3 pułkiem straży przedniej. Służbista, nie pozwolił na rozluźnienie dyscypliny w jednostce za czasów Targowicy.
Po upadku powstania wyemigrował do Wenecji. Działał w emigracyjnej lewicy republikańskiej, ale zniechęcony jej waśniami wewnętrznymi skorzystał ze złożonej przez cara Pawła amnestii i wrócił do kraju.
Mieszkał na Wołyniu, gdzie udzielał się publicznie.